# Aimwell (Alabama)
Aimwell es un área no incorporada ubicada en el condado de Marengo en el estado estadounidense de Alabama.

## Geografía
Aimwell se encuentra ubicada en las coordenadas 32°7′24″N 87°54′20″O / 32.12333, -87.90556.